# جوایز گاتهام
جوایز گاتهام (انگلیسی: Gotham Awards) جوایز فیلم آمریکایی است که هرساله به سازندگان فیلم‌های مستقل در مراسمی در نیویورک سیتی، نیویورک اهدا می‌گردد (اولین بار نام مستعار "گاتهام" توسط فرزند واشنگتن اروینگ در یکی از شماره‌های نشریه دوره‌ای طنز سالماگاندی که در ۱۱ نوامبر ۱۸۰۷ منتشر شد به نیویورک سیتی داده شد).